# Майсен (район)
Майсен (нім. Meißen) — район у Німеччині, у складі федеральної землі Саксонія. Адміністративний центр — місто Майсен.
1 серпня 2008 утворений шляхом об'єднання районів Різа-Гросенгайн та Майсен.

## Населення
Населення району становить 240 371 осіб (станом на 31 грудня 2020).

## Адміністративний поділ
Район складається з 10 міст та 18 громад (нім. Gemeinden).
Дані про населення наведені станом на 31 грудня 2020.
| Міста: 1. Гредіц (6932) 2. Гросенгайн (18062) 3. Косвіг (20694) 4. Ломмач (4807) 5. Майсен (28231) 6. Носсен (10510) 7. Радебойль (33843) 8. Радебург (7268) 9. Різа (29256) 10. Штрела (3688) | Громади: 1. Вайнбела (10367) 2. Вюлькніц (1656) 3. Гіршштайн (1966) 4. Глаубіц (2091) 5. Діра-Церен (3206) 6. Еберсбах (4325) 7. Кебшюцталь (2748) 8. Кліпгаузен (10336) 9. Лампертсвальде (2520) 10. Моріцбург (8363) 11. Нідерау (4050) 12. Нюнхріц (5483) 13. Прістевіц (3163) 14. Редерауе (2587) 15. Тіндорф (3778) 16. Цайтгайн (5509) 17. Шенфельд (1826) 18. Штаухіц (3106) |